# 磯﨑憲一郎
磯﨑 憲一郎（いそざき けんいちろう、1965年2月28日 - ）は、日本の小説家。三井物産広報部長を経て、東京工業大学大学院社会理工学研究科教授。

## 経歴・人物
千葉県我孫子市に生まれる。東京都立上野高等学校、早稲田大学商学部卒業。大学生時代は体育会ボート部にも在籍していた。三井物産勤務の傍らで40歳を前に小説を書き始め、2007年に「肝心の子供」で第44回文藝賞受賞。「肝心の子供」はブッダとその息子、孫の三世代を描いた中編であり、審査員の一人であった保坂和志からは「素晴らしい身体性を持ったボルヘス」と評された。第55回(2018年)からは、自身が受賞・デビューした文藝賞の選考委員を務めている。
2008年の「眼と太陽」（第139回芥川賞候補）、「世紀の発見」などを経て、2009年、「終の住処」で第141回芥川賞受賞。受賞時は三井物産本店の人事総務部人材開発室次長を務めていた。2011年『赤の他人の瓜二つ』でドゥマゴ文学賞受賞（選考：辻原登）。2013年『往古来今』で泉鏡花文学賞受賞。2020年『日本蒙昧前史』で谷崎潤一郎賞受賞。
東京都世田谷区在住。家族は妻と2女で、会社勤めを続けながら執筆を行なっており、2014年1月1日付で三井物産広報部長に昇格したが、2015年9月に退社し、同年10月から東京工業大学大学院社会理工学研究科価値システム専攻教授。
好きな作家としてガルシア＝マルケス、カフカ、ムージル、ボルヘス、日本の作家では北杜夫、小島信夫、保坂和志などを挙げている。保坂とは文藝賞を受賞する前からの知人であり、小説を書き始めたのも保坂からの勧めがきっかけだったという。

## 作品

### 小説
- 『肝心の子供』（河出書房新社、2007年）
  - 「肝心の子供」 - 『文藝』2007年冬季号
- 『眼と太陽』（河出書房新社、2008年）
  - 「眼と太陽」 - 『文藝』2008年夏号
    - のち『肝心の子供/眼と太陽』河出文庫（2011年）
- 『世紀の発見』（河出書房新社、2009年）のち文庫（2012年）
  - 「世紀の発見」 - 『文藝』2008年秋季号）
  - 「絵画」 - 群像』2009年5月号
- 『終の住処』（新潮社、2009年）のち文庫（2012年）
  - 「終の住処」 - 『新潮』2009年6月号
  - 「ペナント」 - 文庫書き下ろし
- 『赤の他人の瓜二つ』（講談社、2011年）のち文庫（2014年）
  - 「赤の他人の瓜二つ」 - 『群像』2011年1月号
- 『往古来今』（文藝春秋、2013年）のち文庫（2015年）
  - 「過去の話」 - 『文學界』2012年1月号
  - 「アメリカ」 - 『文學界』2012年4月号
  - 「見張りの男」 - 『文學界』2012年7月号
  - 「脱走」 - 『文學界』2012年10月号
  - 「恩寵」 - 『文學界』2013年1月号
- 『電車道』（新潮社、2015年）のち文庫（2017年）
- 『鳥獣戯画』（講談社、2017年）のち『鳥獣戯画/我が人生最悪の時』（講談社文芸文庫、2021年）
- 『日本蒙昧前史』（文藝春秋、2020年）
- 『日本蒙昧前史 第二部』（文藝春秋、2024年）

### アンソロジー収録
- 「新元号二年、四月」 - 『小説トリッパー』2020年夏季号（小説トリッパー編集部編『25の短編小説』朝日文庫、2020年）

### 随筆・論考・対談
- 『アトリエ会議』（河出書房新社、2015年）保坂和志、横尾忠則との共著
- 『金太郎飴 磯﨑憲一郎 エッセイ・対談・評論・インタビュー 2007-2019』（河出書房新社、2019年）
- 「磯﨑憲一郎 現実は小説より小さい」（『小説家の饒舌 12のトーク・セッション』メディア総合研究所、2011年）
  - 佐々木敦との対談。のち『金太郎飴 磯﨑憲一郎 エッセイ・対談・評論・インタビュー 2007-2019』に再録
- 「日本離れした文学」（文藝別冊『北杜夫 追悼総特集 どくとるマンボウ文学館』河出書房新社、2012年）
  - 石原千秋との対談。のち『金太郎飴 磯﨑憲一郎 エッセイ・対談・評論・インタビュー 2007-2019』に再録
- 「『予定調和』が嫌い」（楠木建編著『「好き嫌い」と才能』、東洋経済新報社、2016年）
- 「小説を読む」（上田紀行編著『新・大学で何を学ぶか』岩波ジュニア新書、2020年）

### 単行本未収録作品

#### 小説
- 「メキシコ」（2003年）
  - かつて保坂和志が配信していたメールマガジン「カンバセーション・ピース」vol.08にて掲載されたもの[4]。現在保坂の公式ホームページ「パンドラの香箱」内で読むことができる[5]
- 「チクロ」（東京新聞・中日新聞 2019年11月30日夕刊）
- 「我が人生最悪の時」(『群像』2020年1月号)